# جامعه‌شناسی در ایران
جامعه‌شناسی در ایران چه فرازها و فرودهایی را گذرانده‌است؟ پیشگامان تأسیس جامعه‌شناسی در ایران چه کسانی بودند؟ چه مراکز تخصصی در حال فعالیت هستند؟ نخستین و فعال‌ترین مؤلفان و مترجمان این رشته کدامند؟ بسوی کدام رویکردهای جامعه‌شناختی گرایش داشت؟ مجلات تخصصی فعال کدامند؟ نسبت جامعه‌شناسی در ایران با سایر کشورها چگونه است؟ رابطه جامعه‌شناسی رسمی _ به عنوان یک رشته دانشگاهی _ با جامعه‌شناسی غیررسمی در ایران چگونه است و هر کدام چه سهمی در فراز و نشیب‌های این رشته داشته‌اند؟ آینده جامعه‌شناسی در ایران چه می‌شود؟

## تاریخچه
«مقارن سال ۱۳۱۳ جامعه‌شناسی در ایران به عنوان یک درس توسط ویل هاوس (W. Hass) جامعه‌شناس آلمانی به ایران راه یافت. این درس که ابتدا جنبه اقتباس کامل از یک علم خارجی را داشت در اولین سال تأسیس دانشگاه تهران در دانشکده ادبیات و دانشسرای عالی این دانشگاه تحت عنوان علم الاجتماع توسط وی تدریس گردید. بعد از خروج ویل هاوس از ایران تدریس آن به اسدالله بیژن واگذار شد. پس از آن تدریس درس جامعه‌شناسی توسط دکتر غلامحسین صدیقی در سال ۱۳۱۹ انجام گردید. در این دوران هنوز جامعه‌شناسی در ایران رونق چندانی نداشت. دوره رونق جامعه‌شناسی در ایران از سال ۱۳۳۶ یعنی سال تأسیس رشته علوم اجتماعی در دانشکده ادبیات دانشگاه تهران آغاز می‌شود.» «به سال ۱۳۱۹ در دانشرای عالی سابق و سپس در سال ۱۳۲۴ در دانشگاه تهران درس جامعه‌شناسی وارد دروس عمومی رشتهٔ ادبیات شد.»

## بنیانگذاران
غلامحسین صدیقی حقی مسلم به گردن چند نسل از دانشجویان علوم اجتماعی در ایران دارد و بحق پیشرو و پایه‌گذار این رشته از علوم در ایران است.
افرادی چون غلامحسین صدیقی، شاپور راسخ، جمشید بهنام و احسان نراقی با علاقه و جدّیتی که داشتند توانستند در شکل‌دهی به جامعه‌شناسی در ایران مؤثر باشند.

## نسل اول جامعه‌شناسان
عمده‌ترین جامعه‌شناسان نسل اول ایران عبارتند از:
- غلامحسین صدیقی (۱۲ آذر ۱۲۸۴–۹ اردیبهشت ۱۳۷۰) (استخدام در دانشگاه تهران در سال ۱۳۱۷)
- یحیی مهدوی (۱۲۸۷–۲۴ تیر ۱۳۷۹) (نویسنده اولین کتاب جامعه‌شناسی)
- احسان نراقی (۲۲ شهریور ۱۳۰۵–۱۲ آذر ۱۳۹۱) (در سال ۱۳۳۷ سرپرست مؤسسه مطالعات و تحقیقات اجتماعی)
- امیرحسین آریان‌پور (۸ اسفند ۱۳۰۳–۸ مرداد ۱۳۸۰)

محمد مصدق با غلامحسین صدیقی

- محمود روح‌الامینی (۵ مهر ۱۳۰۷–۱۷ اسفند ۱۳۸۹)
- محمد اسعد نظامی (۱۳۱۲–۱۲ اسفند ۱۳۹۷)
- نادر افشار نادری (۱۳۰۵–۱۱ تیر ۱۳۵۸)
- جمشید بهنام (۱۳۰۷–۱۸ آبان ۱۴۰۰)
- شاپور راسخ (۱۳۰۳–۱۶ آذر ۱۴۰۰)
- عبدالحسین نیک‌گهر
- احمد اشرف
- مهدی امانی
- مهدی ثریا

## مراکز آموزشی

### گروه آموزشی
«پس از دوازده سال در دانشکدهٔ ادبیات و علوم انسانی دانشگاه تهران، رشتهٔ جامعه‌شناسی به رسمیت شناخته شد.» «گروه آموزشی جامعه‌شناسی نخستین و قدیمی‌ترین گروه آموزشی این دانشکده است که قبل از تأسیس دانشکدهٔ علوم اجتماعی به عنوان یکی از گروه‌های آموزشی در دانشکدهٔ ادبیات و علوم انسانی دانشگاه تهران تشکیل شد. در سال ۱۳۳۸ ش. دورهٔ کارشناسی ارشد علوم اجتماعی در محل مؤسسهٔ مطالعات و تحقیقات اجتماعی به‌طور مستقل برگزار شد و متعاقب آن، رشتهٔ مستقل کارشناسی علوم اجتماعی در محل دانشکده ادبیات و علوم انسانی دانشجو پذیرفت. پس از تأسیس دانشکده علوم اجتماعی در سال ۱۳۵۱ ش. گروه آموزشی علوم اجتماعی به گروه جامعه‌شناسی تبدیل و گروه‌های آموزشی دیگر به آن اضافه شد. این گروه اکنون در مقطع کارشناسی، گرایش پژوهشگری علوم اجتماعی و مقطع کارشناسی ارشد گرایش‌های جامعه‌شناسی، مطالعات جوانان، پژوهشگری اجتماعی و مطالعات زنان و مقطع دکتری، گرایش‌های جامعه‌شناسی فرهنگی، جامعه‌شناسی مسائل اجتماعی، جامعه‌شناسی اقتصادی و اجتماعی و جامعه‌شناسی گروه‌های اجتماعی دانشجو می‌پذیرد.»

### تأسیس دانشکده‌ها
1. «دانشکده علوم اجتماعی و تعاون» در سال ۱۳۵۰ آغاز به کار کرد و در آن افزون بر رشتهٔ جامعه‌شناسی، رشته‌های «تعاون»، «انسان‌شناسی»، «جمعیت‌شناسی» نیز وجود داشت.[۸] اکنون «دانشکده علوم اجتماعی دانشگاه تهران» نامیده می‌شود.[۹]
2. «دانشکده علوم اجتماعی (دانشکده خدمات اجتماعی)» در سال ۱۳۳۷ تأسیس گردید و در سال ۱۳۶۰ به نام «دانشکده علوم سیاسی-اقتصادی و ارتباطات اجتماعی» تغییر نام داد. در سال ۱۳۶۳ پس از تأسیس دانشگاه علامه طباطبائی با نام «دانشکده علوم اجتماعی دانشگاه علامه طباطبایی» فعالیت مجدد خود را آغاز نمود.[۱۰]
3. گروه علوم اجتماعی دانشگاه اصفهان از بهمن ۱۳۴۸
4. دانشکده علوم ارتباطات دانشگاه علامه طباطبائی از سال ۱۳۵۰
5. گروه علوم اجتماعی دانشگاه شهید بهشتی از ۳۰ بهمن ۱۳۵۲
6. دانشکده علوم اجتماعی و اقتصادی. دانشگاه الزهرا. تهران از سال ۱۳۵۵
7. دانشکده علوم اجتماعی دانشگاه بین‌المللی امام خمینی قزوین ۲۵ شهریور ۱۳۸۶
8. گروه علوم اجتماعی دانشگاه گلستان از ۱۳۸۸
9. دانشکده حقوق و علوم اجتماعی. دانشگاه تبریز. آذربایجان شرقی
10. دانشکده علوم اقتصادی و اجتماعی دانشگاه بوعلی سینا همدان
11. دانشکده علوم اجتماعی، اقتصاد و کارآفرینی. دانشگاه رازی کرمانشاه
12. دانشکده علوم انسانی و اجتماعی دانشگاه کردستان
13. گروه علوم اجتماعی دانشگاه شهید چمران اهواز
14. گروه علوم اجتماعی دانشگاه کاشان
15. گروه علوم اجتماعی دانشگاه گیلان

## رشته‌های آموزشی

### مقطع کارشناسی
علوم اجتماعی با گرایش‌های:
جامعه‌شناسی
برنامه‌ریزی اجتماعی و تعاون
انسان‌شناسی
علوم ارتباطات اجتماعی
پژوهش اجتماعی
مددکاری اجتماعی

### مقطع کارشناسی ارشد
انسان‌شناسی (مردم‌شناسی)
برنامه‌ریزی توریسم
برنامه‌ریزی رفاه اجتماعی
پژوهش اجتماعی
توسعه روستایی
جامعه‌شناسی
جمعیت‌شناسی
دانش اجتماعی مسلمین
علوم اجتماعی
مطالعات جوانان
مطالعات زنان
مطالعات فرهنگی و رسانه‌ای

### مقطع دکتری
۱. جامعه‌شناسی با گرایش‌های:
۱–۱. جامعه‌شناسی نظری فرهنگی
۱–۲. جامعه‌شناسی مسائل اجتماعی ایران
۱–۳. جامعه‌شناسی توسعه
۱–۴. جامعه‌شناسی گروه‌های اجتماعی
۱–۵. توسعهٔ روستایی
۲. انسان‌شناسی (مردم‌شناسی)
۳. جمعیت‌شناسی
۴. علوم ارتباطات و سیاستگذاری اجتماعی (برنامه‌ریزی رفاه اجتماعی).

### سازمان‌ها
- مؤسسه مطالعات و تحقیقات اجتماعی از سال ۱۳۳۷

اولین مؤسسه تحقیقاتی دانشگاه تهران است که در سال ۱۳۳۷ بنیان‌گذاری شد. سرشناس‌ترین پژوهشگران سال‌های اولیه:
جلال آل‌احمد،
احمد اشرف،
نادر افشار نادری،
ابوالحسن بنی‌صدر،
جمشید بهنام،
حبیب‌الله پیمان،
غلامعباس توسلی،
فیروز توفیق،
حسن حبیبی،
عباس خواجه نوری،
شاپور راسخ،
محمود روح‌الامینی،
باقر ساروخانی،
غلامحسین ساعدی،
داور شیخاوندی،
غلامحسین صدیقی،
جواد صفی‌نژاد،
علی‌محمد کاردان،
مرتضی کتبی،
احسان نراقی،
پرویز ورجاوند.
- مؤسسه تحقیقات اجتماعی تبریز در سال ۱۳۴۴
- مؤسسهٔ تحقیقات تعاون در سال ۱۳۴۶
- باغ موزه نگارستان از سال ۱۳۴۱
- دانشکده علوم اجتماعی دانشگاه تهران ۱۳۵۱
- انجمن جامعه‌شناسی ایران از سال ۱۳۷۰

## نشریه‌های تخصصی
| ردیف | نام مجله                                     | تاریخ شروع انتشار   | صاحب امتیاز                        |
| ---- | -------------------------------------------- | ------------------- | ---------------------------------- |
| ۱    | نامهٔ علوم اجتماعی                            | ۱۳۵۳                | دانشکده علوم اجتماعی دانشگاه تهران |
| ۲    | مجله جامعه‌شناسی ایران                        | ۱۳۷۱                | انجمن جامعه‌شناسی ایران             |
| ۳    | دو فصلنامه علوم اجتماعی                      | بهار ۱۳۸۳           | دانشگاه فردوسی مشهد                |
| ۴    | مجله جهانی رسانه                             | بهار و تابستان ۱۳۸۵ | دانشگاه تهران                      |
| ۵    | دو فصلنامه جامعه‌شناسی هنر و ادبیات           | بهار و تابستان ۱۳۸۸ | دانشکده علوم اجتماعی دانشگاه تهران |
| ۶    | دو فصلنامه علمی توسعه محلی (روستائی ـ شهری)  | پاییز و زمستان ۱۳۸۸ | دانشکده علوم اجتماعی دانشگاه تهران |
| ۷    | فصلنامه بررسی مسائل اجتماعی ایران            | بهار و تابستان ۱۳۸۹ | دانشکده علوم اجتماعی دانشگاه تهران |
| ۸    | دو فصلنامه پژوهش‌های انسان‌شناسی               | بهار و تابستان ۱۳۹۰ | دانشکده علوم اجتماعی دانشگاه تهران |
| ۹    | فصلنامه علمی نظریه‌های اجتماعی متفکران مسلمان | پاییز و زمستان ۱۳۹۰ | دانشکده علوم اجتماعی دانشگاه تهران |
| ۱۰   | فصلنامه مطالعات و تحقیقات اجتماعی در ایران   | پاییز ۱۳۹۱          | دانشکده علوم اجتماعی دانشگاه تهران |
| ۱۱   | مطالعات جامعه‌شناختی                          |                     | دانشکده علوم اجتماعی دانشگاه تهران |
| ۱۲   | دو فصلنامه جامعه‌شناسی نهادهای اجتماعی        |                     | دانشگاه مازندران                   |

## جامعه‌شناسان فقید ایرانی
| ردیف | نام                  | دانشگاه محل تحصیل      | دانشگاه محل تدریس                     | تولد           | درگذشت          |
| ---- | -------------------- | ---------------------- | ------------------------------------- | -------------- | --------------- |
| ۱    | آراسته‌خو، محمد       | پاریس                  |                                       | ۲ آذر ۱۳۱۶     | ۲۳ تیر ۱۳۹۴     |
| ۲    | آریان‌پور، امیرحسین   |                        | دانشگاه تهران                         | ۸ اسفند ۱۳۰۳   | ۸ مرداد ۱۳۸۰    |
| ۳    | آشتیانی، منوچهر      | دانشگاه هایدلبرگ آلمان |                                       | ۱۹ مهر ۱۳۰۹    | ۸ مهر ۱۳۹۹      |
| ۴    | افروغ، عماد          | دانشگاه تربیت مدرس     | پژوهشگاه علوم انسانی و مطالعات فرهنگی | ۲۶ دی ۱۳۳۶     | ۲۵ فروردین ۱۴۰۲ |
| ۵    | افشار نادری، نادر    | فرانسه                 | دانشگاه تهران                         | ۱۳۰۵           | ۱۱ تیر ۱۳۵۸     |
| ۶    | بهنام، جمشید         |                        | دانشگاه تهران                         | ۱۳۰۷           | ۱۸ آبان ۱۴۰۰    |
| ۷    | پایدار، پروین        | کالج بیرک بک لندن      | دانشگاه سوآز لندن                     | ۷ مهر ۱۳۲۸     | ۲۸ مهر ۱۳۸۴     |
| ۸    | پرهام، باقر          | دانشگاه دکارت پاریس    |                                       | ۹ تیر ۱۳۱۴     | ۷ خرداد ۱۴۰۲    |
| ۹    | پوینده، محمدجعفر     | دانشگاه سوربن پاریس    |                                       | ۱۷ خرداد ۱۳۳۳  | ۱۸ آذر ۱۳۷۷     |
| ۱۰   | ترابی، علی‌اکبر       | دانشگاه سوربن پاریس    | دانشگاه تبریز                         | ۱۳۰۵           | ۳۰ تیر ۱۳۹۵     |
| ۱۱   | توسلی، غلامعباس      | دانشگاه سوربن پاریس    | دانشگاه تهران                         | ۱ خرداد ۱۳۱۴   | ۲۵ مهر ۱۳۹۹     |
| ۱۲   | روح‌الامینی، محمود    | دانشگاه سوربن پاریس    | دانشگاه تهران                         | ۵ مهر ۱۳۰۷     | ۱۷ اسفند ۱۳۸۴   |
| ۱۳   | صبوری کاشانی، منوچهر | دانشگاه تهران          | دانشگاه تهران                         | ۱۳۱۴           | ۲۵ مهر ۱۳۹۶     |
| ۱۴   | صدیقی، غلامحسین      | دانشگاه سوربن پاریس    | دانشگاه تهران                         | ۱۲ آذر ۱۲۸۴    | ۹ اردیبهشت ۱۳۷۰ |
| ۱۵   | علی بابایی، یحیی     | دانشگاه تهران          | دانشگاه تهران                         |                | ۱۶ تیر ۱۴۰۱     |
| ۱۶   | مهدوی، یحیی          | دانشگاه سوربن پاریس    | دانشگاه تهران                         | ۱۲۸۷           | ۲۴ تیر ۱۳۷۹     |
| ۱۷   | نراقی، احسان         | دانشگاه سوربن پاریس    | دانشگاه تهران                         | ۲۲ شهریور ۱۳۰۵ | ۱۲ آذر ۱۳۹۱     |
| ۱۸   | نظامی ناو، محمد اسعد | دانشگاه شیکاگوی آمریکا | دانشگاه تهران                         | ۱۳۱۲           | ۱۲ اسفند ۱۳۹۷   |

## آثار جامعه‌شناسی

### پدیدآورندگان

#### مؤلفان
- غلامعباس توسلی
- فرامرز رفیع‌پور
- باقر ساروخانی
- یحیی مهدوی

#### مترجمان
- باقر پرهام
- حسن چاوشیان
- عبدالحسین نیک‌گهر
- علیمحمد کاردان (۱ فروردین ۱۳۰۶–۶ دی ۱۳۸۶)
- محسن ثلاثی
- منوچهر صبوری کاشانی

### کتاب‌ها

#### تألیفی
| ردیف | نام کتاب                                                       | نویسنده                 | محل نشر | ناشر          | تعداد صفحه | سال انتشار |
| ---- | -------------------------------------------------------------- | ----------------------- | ------- | ------------- | ---------- | ---------- |
| ۱    | جامعه‌شناسی یا علم الاجتماع                                     | یحیی مهدوی              | تهران   | دانشگاه تهران | ۱۸۷        | ۱۳۲۲       |
| ۲    | علوم اجتماعی و سیر تکوینی آن                                   | احسان نراقی             | تهران   | پارس          | ۳۱۲        | ۱۳۴۴       |
| ۳    | مقدمه‌ای بر جامعه‌شناسی ایران                                    | جمشید بهنام، شاپور راسخ | تهران   | علمی          | ۵۰۰        | ۱۳۴۴       |
| ۴    | جامعه‌شناسی طبقات اجتماعی و گزیده‌ای از آثار جامعه شناسان آمریکا | احمد اشرف               | تهران   | دانشگاه تهران | ۴۲۸        | ۱۳۴۶       |
| ۵    | جامعه‌شناسی و دینامیثم اجتماعی                                  | علی‌اکبر ترابی           | تبریز   | نوبل          | ۷۲         | ۱۳۵۱       |

#### ترجمه
| ردیف | نام کتاب                                 | نویسنده                      | مترجم             | محل نشر | ناشر          | تعداد صفحه | سال انتشار |
| ---- | ---------------------------------------- | ---------------------------- | ----------------- | ------- | ------------- | ---------- | ---------- |
| ۱    | روان‌شناسی اجتماعی                        | ژان مزون نود                 | علیمحمد کاردان    | تهران   | دانشگاه تهران | ۲۰۶        | ۱۳۳۹       |
| ۲    | طرح روان‌شناسی طبقات اجتماعی              | موریس هالبواکس               | علیمحمد کاردان    | تهران   | دانشگاه تهران | ۲۷۶        | ۱۳۴۰       |
| ۳    | روان‌شناسی اجتماعی                        | اتو کلاین برگ                | علیمحمد کاردان    | تهران   | اندیشه        | ۶۶۸        | ۱۳۴۲       |
| ۴    | قواعد روش جامعه‌شناسی                     | امیل دورکیم                  | علیمحمد کاردان    | تهران   | دانشگاه تهران | ۱۷۴        | ۱۳۴۳       |
| ۵    | زمینه جامعه‌شناسی                         | ویلیام آگبرن و مایر ف. نیمکف | امیرحسین آریان‌پور | تهران   | دانشگاه تهران | ۵۴۲        | ۱۳۴۴       |
| ۶    | مسائل روان‌شناسی جمعی و روان‌شناسی اجتماعی | ژرژ باستید و دیگران          | علیمحمد کاردان    | تهران   | دانشگاه تهران | ۲۳۲        | ۱۳۴۵       |
| ۷    | جامعه‌شناسی کشورهای صنعتی                 | ریمون آرون                   | رضا علومی         | تهران   | دانشگاه تهران | ۳۲۸        | ۱۳۴۸       |
| ۸    | مبانی جامعه‌شناسی                         | هانری مندراس، ژرژ گورویچ     | باقر پرهام        | تهران   | کتاب‌های سیمرغ | ۳۴۰        | ۱۳۴۸       |